# 疏影
《疏影·苔枝缀玉》，南宋词人姜夔的词作，写于宋光宗绍熙辛亥（1191年）冬天。

## 诗词原文
|  | 苔枝缀玉，有翠禽小小，枝上同宿。 客里相逢，篱角黄昏，无言自倚修竹。 昭君不惯胡沙远，但暗忆、江南江北。 想佩环、月夜归来，化作此花幽独。 犹记深宫旧事，那人正睡里，飞近蛾绿。 莫似春风，不管盈盈，早与安排金屋。 还教一片随波去，又却怨、玉龙哀曲。 等恁时、重觅幽香，已入小窗横幅。 |

## 背景
宋光宗绍熙辛亥（1191年）冬天，姜夔36岁，冒雪到苏州西南石湖，拜访石湖居士（诗人范成大），在石湖住了一个多月。应邀创作了这两首咏梅的新词。范成大把玩不已，令乐工歌妓练习演唱，音节谐婉，命名为《暗香》、《疏影》。语出北宋诗人林逋《山园小梅》诗：“疏影横斜水清浅，暗香浮动月黄昏。”

## 评价
张炎《词源》：“白石《疏影》、《暗香》等曲，不惟清真，且又骚雅，读之使人神观飞越。词之赋梅，惟姜白石《暗香》、《疏影》二曲，前无古人，后无来者，自立新意，真为绝唱。”
郑文焯《郑校白石道人歌曲》：此盖伤心二帝蒙尘，诸后妃相从北辕，沦落胡地，故以昭君托验，发言哀断。
陈廷焯《白雨斋词话》：南渡以后，国事日非，白石目击心伤，多于词中寄慨，不独《暗香》、《疏影》二章发二帝之幽愤，伤在位之无人也。……南宋词人，感时伤事，缠绵温厚者，无过碧山，次则白石。白石郁处不及碧山，而清虚过之。
李佳《左庵词话》：白石笔致骚雅，非他人所及，最多佳作。石湖咏梅二词，尤为空前绝后，独有千古。……《疏影》云……清虚婉约，用典仪复不涉呆相。风雅如此，老倩小红低唱，吹箫和之，洵无愧色。